# المجلس الدولي للتمور
المجلس الدولي للتمور (IDC) (بالإنجليزية: International Date Council)‏، هو منظمة دولية تجمع عددا من الدول المصدرة والمستوردة للتمور، إضافة لمنظمات وهيئات إقليمية ودولية. تأسس المجلس في فبراير 2022، ومقره الدائم في مدينة الرياض عاصمة المملكة العربية السعودية.

## الأهداف
1. تعزيز التعاون بين الدول الأعضاء لتطوير قطاع التمور.
2. تطوير إنتاج وجودة التمور.
3. رفع مستوى الدخل والمعيشة للعاملين في مجال التمور.
4. تطوير التجارة الدولية للتمور.

## المهام
1. تقديم الدعم الفني والاستشارات والمعلومات.
2. إعداد وتنفيذ برامج بالتعاون بين الدول الأعضاء والمنظمات الإقليمية والدولية المعنية.
3. الاستخدام الأمثل للموارد الطبيعية في إنتاج تمور ذات جودة عالية.
4. وضع برامج تدريب الكوادر والقوى العاملة وتنمية القدرات المؤسسية في جميع مجالات قطاع التمور.
5. المساعدة في إعداد برامج إرشادية للمكافحة المتكاملة لآفات النخيل والتمور.
6. إعداد وتنفيذ برامج تسويقية ودعائية لاستهلاك التمور محليا وإقليميا ودوليا.
7. مساعدة الدول في وضع برامج لتطوير معاملات ما بعد الحصاد.
8. إعداد وتنفيذ برنامج للمحافظة على الموارد الوراثية والتنوع الوراثي للنخيل.
9. تشجيع إقامة المعارض المحلية والإقليمية والدولية في الترويج لإنتاج التمور واستهلاكها وتجارتها.
10. تعزيز دور القطاع الخاص في إنتاج وتسويق التمور.
11. تشجيع الاستثمار في زراعة النخيل وإنتاجه وتصنيعه وتجارته.
12. توفير قاعدة بيانات لإنتاج التمور وتوزيعها، وإصدار مؤشر دولي لأسعار التمور.

## الدول الأعضاء
1. الأردن
2. البحرين
3. تونس
4. السودان
5. السعودية
6. فلسطين
7. الإمارات
8. اليمن
9. عمان
10. لبنان
11. الصومال
12. مصر
13. العراق
14. قطر
15. موريتانيا

- بالإضافة إلى عدد من المنظمات الدولية والإقليمية والجمعيات ومؤسسات المجتمع المدني ذات العلاقة بقطاع النخيل والتمور